# Aeptencyrtus bruchi
Aeptencyrtus bruchi är en stekelart som först beskrevs av De Santis 1957.  Aeptencyrtus bruchi ingår i släktet Aeptencyrtus och familjen sköldlussteklar. Inga underarter finns listade i Catalogue of Life.